# Francesco Vespignani
Conte Francesco Vespignani (Roma, 4 aprile 1842 – Roma, 1º luglio 1899) è stato un architetto italiano.

## Biografia
Figlio di Virginio, architetto molto attivo ai tempi del pontificato di Pio IX, Francesco Vespignani, nato a Roma il 4 aprile 1842, continuò la professione paterna curando la realizzazione di diversi edifici, prevalentemente a Roma, tra i quali la basilica del Sacro Cuore di Gesù in via Marsala (rione Castro Pretorio), per la quale, su indicazioni di don Giovanni Bosco, modificò il progetto originario, aumentandone la lunghezza di circa trenta metri,
e la chiesa di Sant'Anselmo all'Aventino, progettata dall'abate belga Ildebrando de Hemptinne.
Diresse il rifacimento dell'abside e del presbiterio della basilica di San Giovanni in Laterano, seguendo i disegni preparati dal padre ed eseguì il restauro della settecentesca Villa Sarsina ad Anzio. 
Fu consigliere comunale a Roma negli anni 1880-1890.
Morì nella città natale, all'età di cinquantasette anni, il 1º luglio 1899.